# アームストロング (工具メーカー)
アームストロング（Armstrong Bros. Tool Co. ）は、アメリカ合衆国のイリノイ州 シカゴに本社をおき、整備工具・作業工具を製造販売する企業である。

## 会社概要
1890年に4人兄弟により、アームストロング・ブラザーズTool社がシカゴ（イリノイ州）にて創立される。創業時は、自転車パーツを製造・供給していた。1909年に、鍛造によるスパナを製造する事に始まり、現在では、整備士用工具、配管用工具、切断工具等が主力となっている。現在はApex Tool Groupの一員である。

## 沿革
- 1890年 - シカゴ、イリノイ州のアームストロング4兄弟により設立された。兄弟は、裏庭の修理小屋で自転車部品および工具を作り、シカゴのダウンタウンに経営していた店舗で小売りした[1]。
- 1895年 - ビット切削旋盤の為にツールホルダーを導入し、成功した。
- 1900年 - シカゴに工場を建設した。
- 1905年 - 工場を拡張した。
- 1948年 - 現在の施設を移動。1974年に、2番目の施設をアーカンソー州ファイエットビルに開設する。
- 1994年 - 工業用手動工具部門としてダナハーに買収された[2]。
- 2010年 - Apex Tool Groupの一員となる。

## 主な商品
- ソケット、ソケットレンチ、レンチ、ドライバー、プライヤ、パイプレンチ、トルクレンチ、クランプ等